# USS LST-778
O USS LST-778 foi um navio de guerra norte-americano da classe LST que operou durante a Segunda Guerra Mundial.